# Kruševica (Rosoman)

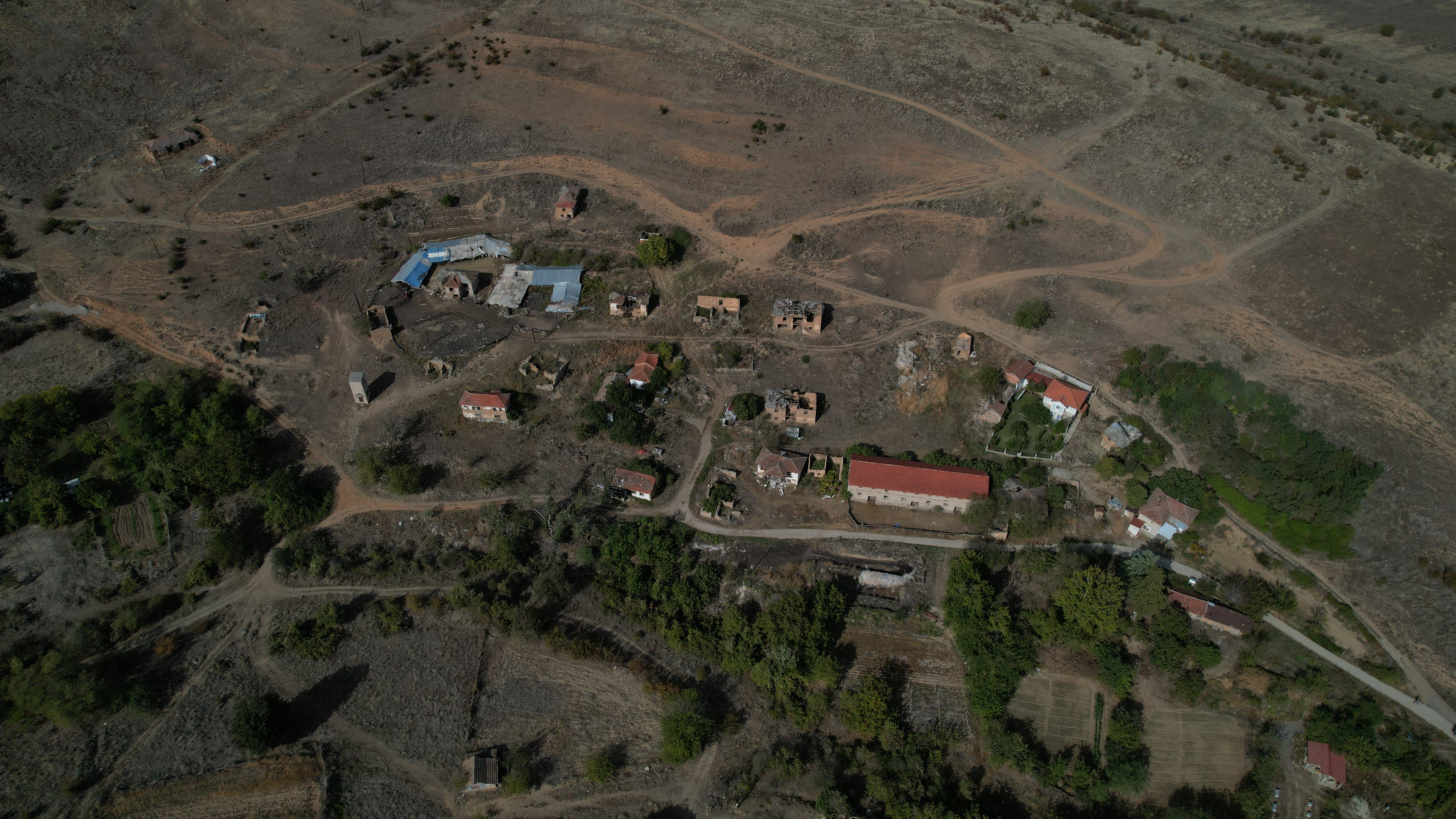
Vesnice z leteckého snímku

Kruševica (makedonsky: Крушевица) je vesnice v Severní Makedonii. Nachází se v opštině Rosoman ve Vardarském regionu.

## Demografie
Podle sčítání lidu z roku 2021 žijí ve vesnici pouze 2 obyvatelé makedonské národnosti.
| Rok          | 1900 | 1948 | 1953 | 1961 | 1971 | 1981 | 1994 | 2002 | 2021 |
| ------------ | ---- | ---- | ---- | ---- | ---- | ---- | ---- | ---- | ---- |
| Obyvatelstvo | 554  | 247  | 184  | 190  | 136  | 78   | 16   | 5    | 2    |